# Lake District

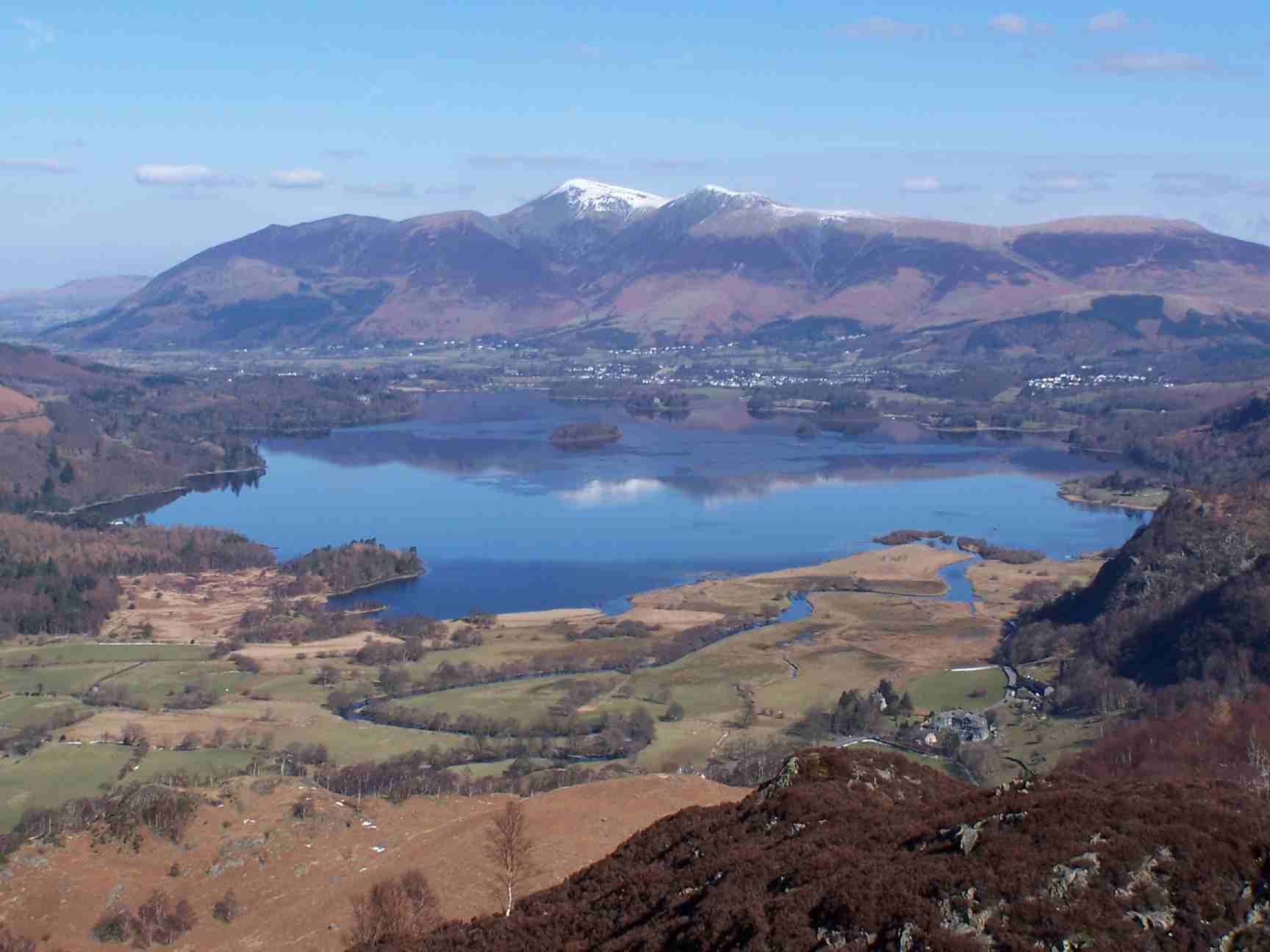

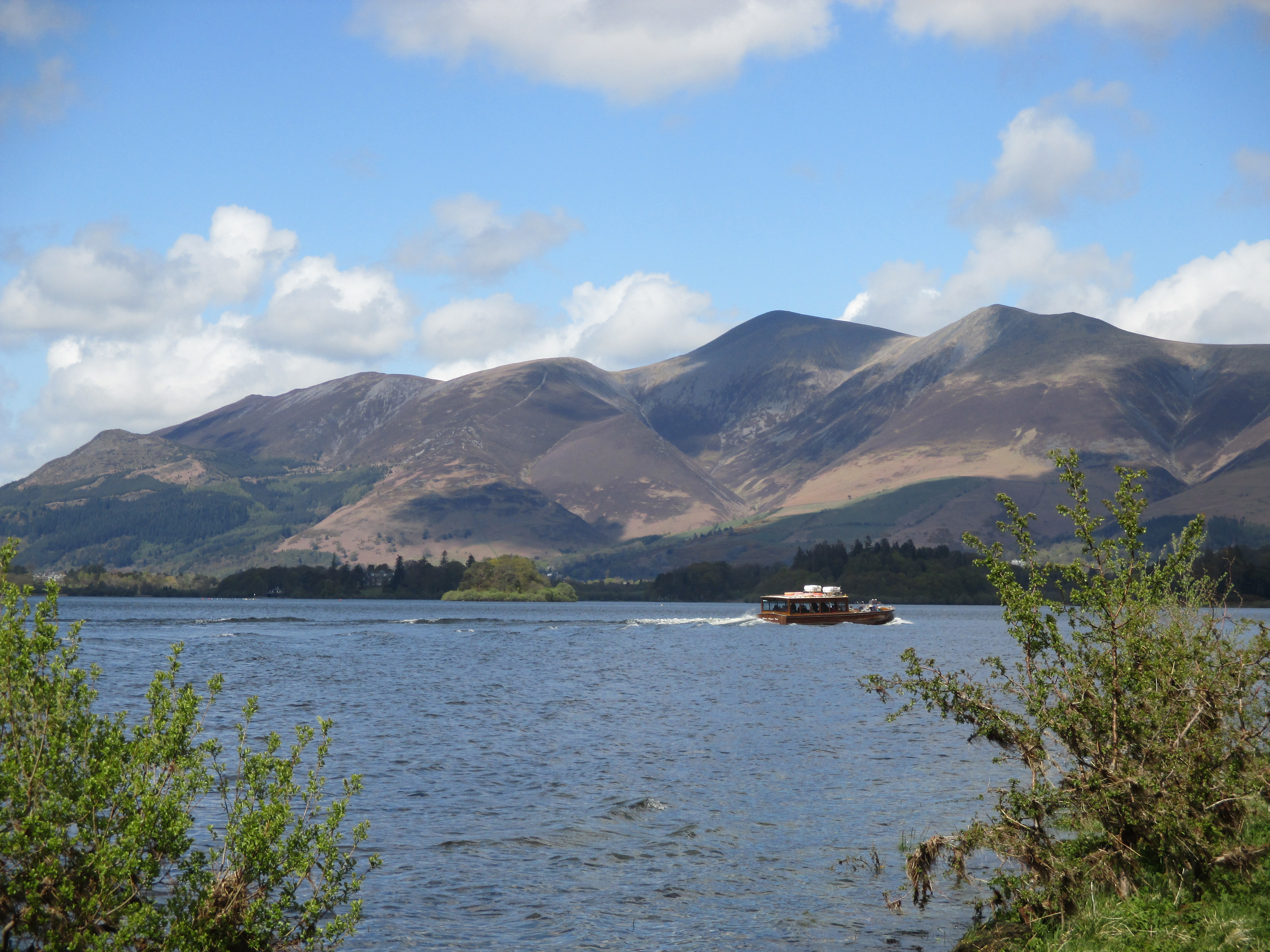
Skiddaw

Lake District (Țara Lacurilor) este un parc național situat în Cumbria, nord-vestul Angliei, în imediata apropriere de granița cu Scoția. Este o destinație turistică populară cunoscută prin asocierea cu William Wordsworth și Poeții lacului.
Țara lacurilor din Anglia se caracterizează printr-o diversitate neobișnuită a peisajului. În marile lacuri se reflectă piscurile celor mai înalți munți din Anglia - The Cumbrian Mountains. Pe versanții acestora se află cascade, în văi sunt situate orășele pitorești, iar în depresiuni pot fi întâlnite urmele așezărilor antice din această regiune.

## Istorie
În timpurile preistorice, Țara Lacurilor, la fel ca întreaga Insulă Britanică, era locuită de triburi. Acestea, prin metode numai de ele cunoscute, au ridicat construcții din blocuri de piatră, a căror funcție a rămas până astăzi o enigmă. În această regiune se pot întâlni peste 900 de cercuri de piatră. Cel mai cunoscut cerc este Castlerigg Stone Circle, așezat cu mii de ani în urmă într-o luncă, înconjurată de munți, în apropierea orașului Keswick. Castlerigg Stone Circle nu se poate compara ca mărime cu celebrul Stonehenge, dar vederea unor pietre de mărimi diferite, așezate într-un cerc aproape ideal pe fundalul unui peisaj pitoresc al Munților Cumbrieni, lasă o amintire de neuitat.
Imperiul Roman și-a lăsat amprenta asupra regiunii Lake District; aici se află ruinele forturilor militare și vestigiile vechiului drum roman.

## Geografie

### Fells
Cei  25 fells (munți) cei mai înalți: 
1. Scafell Pike, 978 m
2. Scafell, 965 m
3. Helvellyn, 951 m
4. Skiddaw, 931 m
5. Great End, 910 m
6. Bowfell, 902 m
7. Great Gable, 899 m
8. Pillar, 892 m
9. Nethermost Pike, 891 m
10. Catstycam, 889 m
11. Esk Pike, 885 m
12. Raise, 883 m
13. Fairfield, 873 m
14. Blencathra, 868 m
15. Skiddaw Little Man, 865 m
16. White Side, 863 m
17. Crinkle Crags, 859 m
18. Dollywaggon Pike, 858 m
19. Great Dodd, 857 m
20. Grasmoor, 852 m
21. Stybarrow Dodd, 843 m
22. St Sunday Crag, 841 m
23. Scoat Fell, 841 m
24. Crag Hill, 839 m
25. High Street, 828 m

### Lacuri

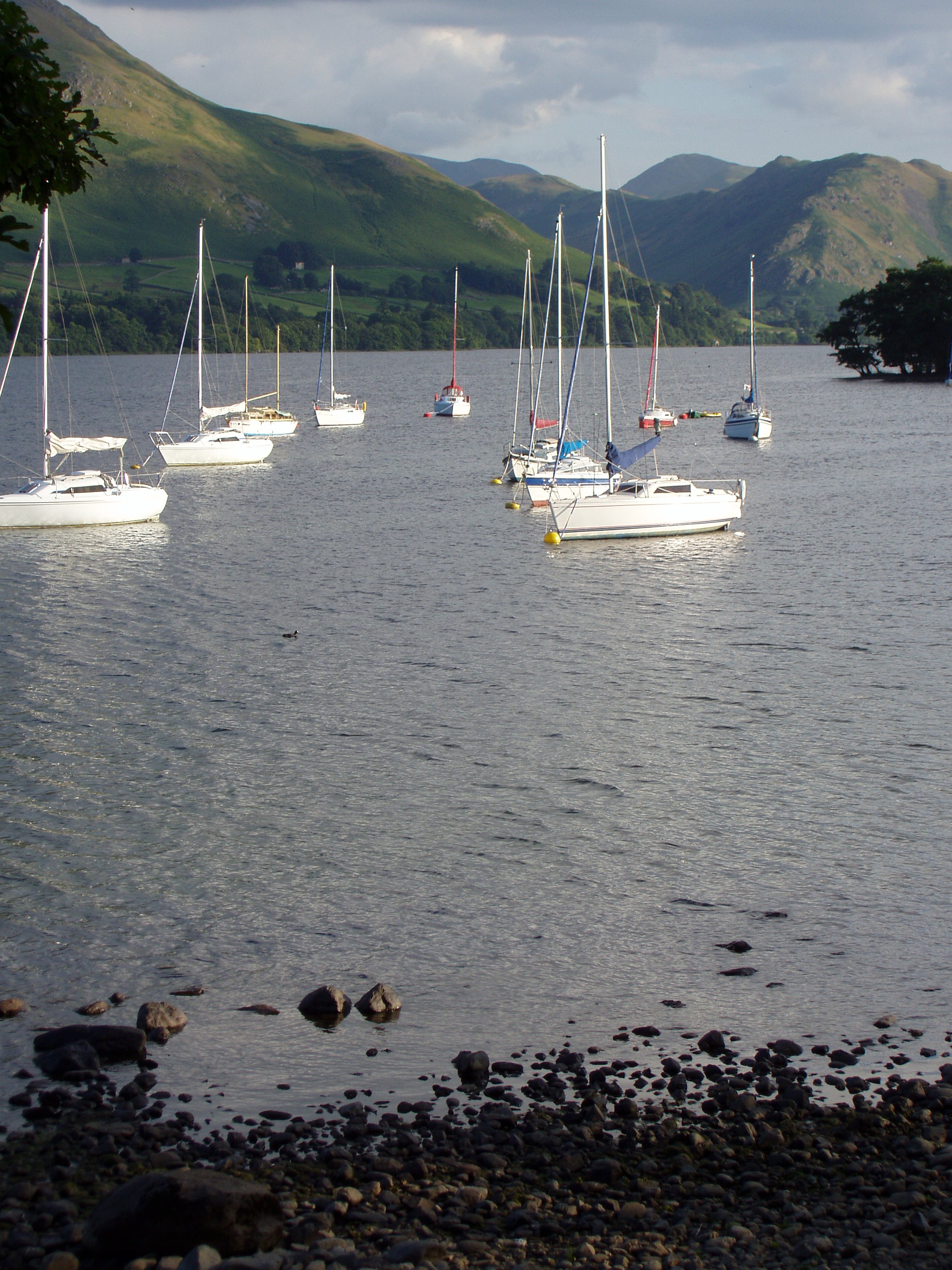
Barci pe Ullswater

- Bassenthwaite
- Buttermere
- Coniston Water
- Crummock Water
- Derwent Water
- Devoke Water
- Ennerdale Water
- Esthwaite Water
- Grasmere
- Haweswater Reservoir
- Loweswater
- Rydal Water
- Thirlmere
- Ullswater
- Wast Water
- Windermere

## Turism
În Lake District se se află cel mai mare lac din Anglia, Windermere . Acesta are o lungime de 17 km și o lățime de peste 1,5 km. Frumusețea sa poate fi admirată de pe puntea vapoarelor cu aburi, care navighează regulat între orașele Lakeside, Ambleside, Bowness și Windermere, situate pe malurile lacului. În orășelul Windermere se află Muzeul Vapoarelor cu Aburi, locul în care este expusă cea mai mare barcă cu acționare mecanică, construită în anul 1850. 
Al doilea lac ca mărime din regiune este Ullswater aflat la nord de Windermere.
Pe lacul Derwentwater, ce are o adâncime de 22 m, se află Insula Lorzilor, unde și-a avut, cândva, reședința clanul Derwentwater.

## Galerie imagini

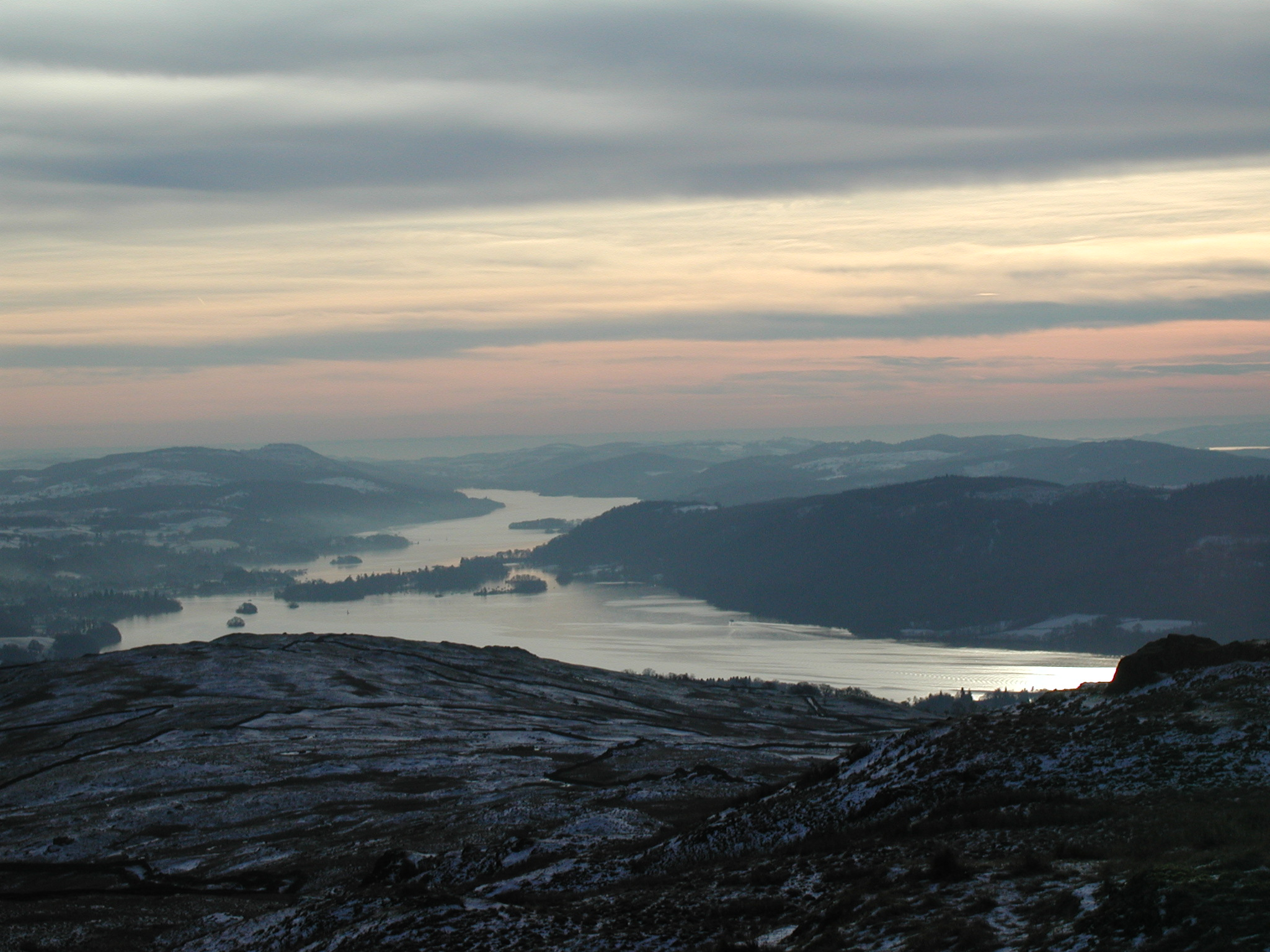
Lacul Windermere în decembrie
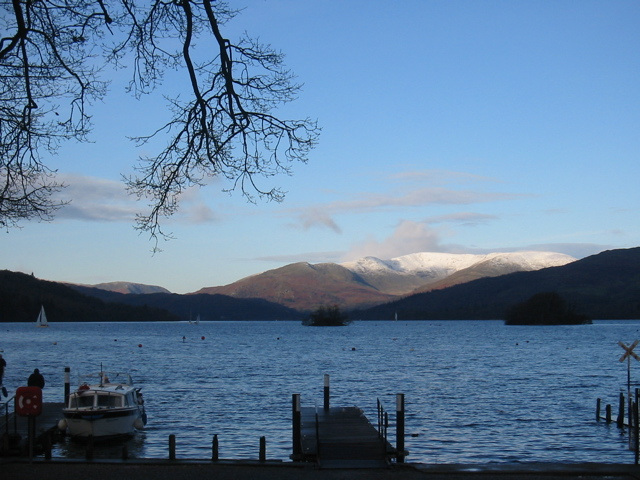
Lacul Windermere
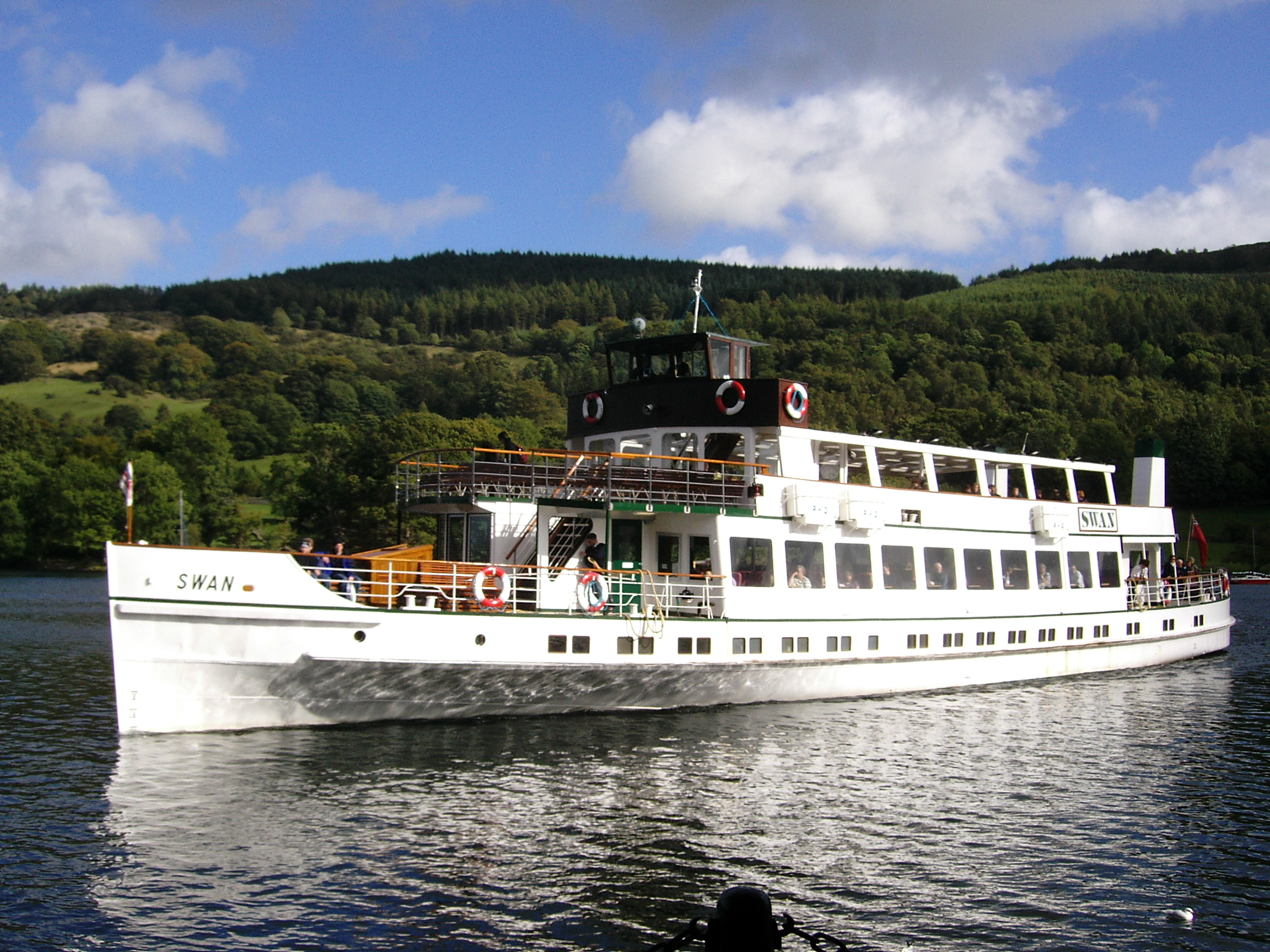
Vapor pe lacul Windermere
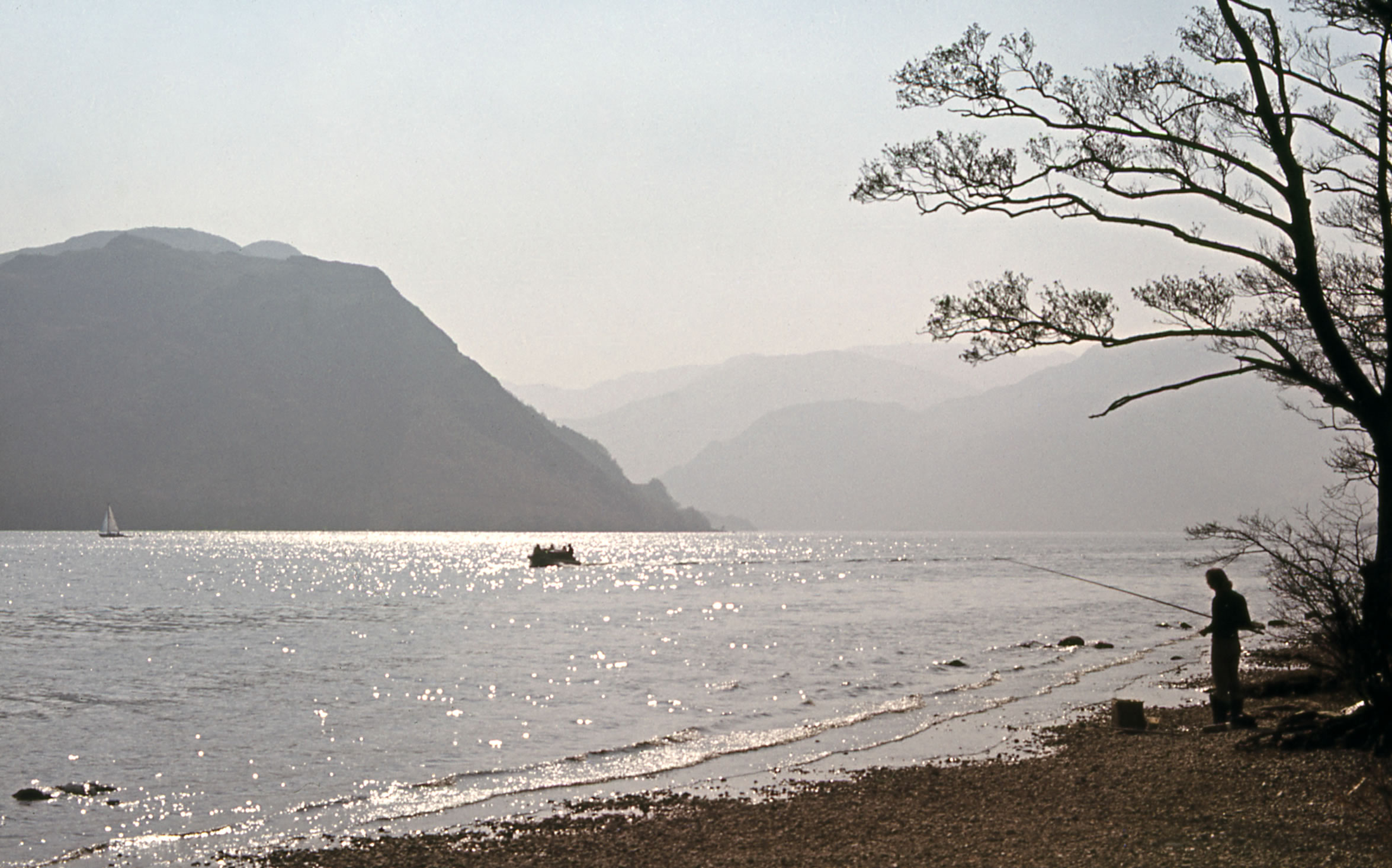
Lacul Ullswater
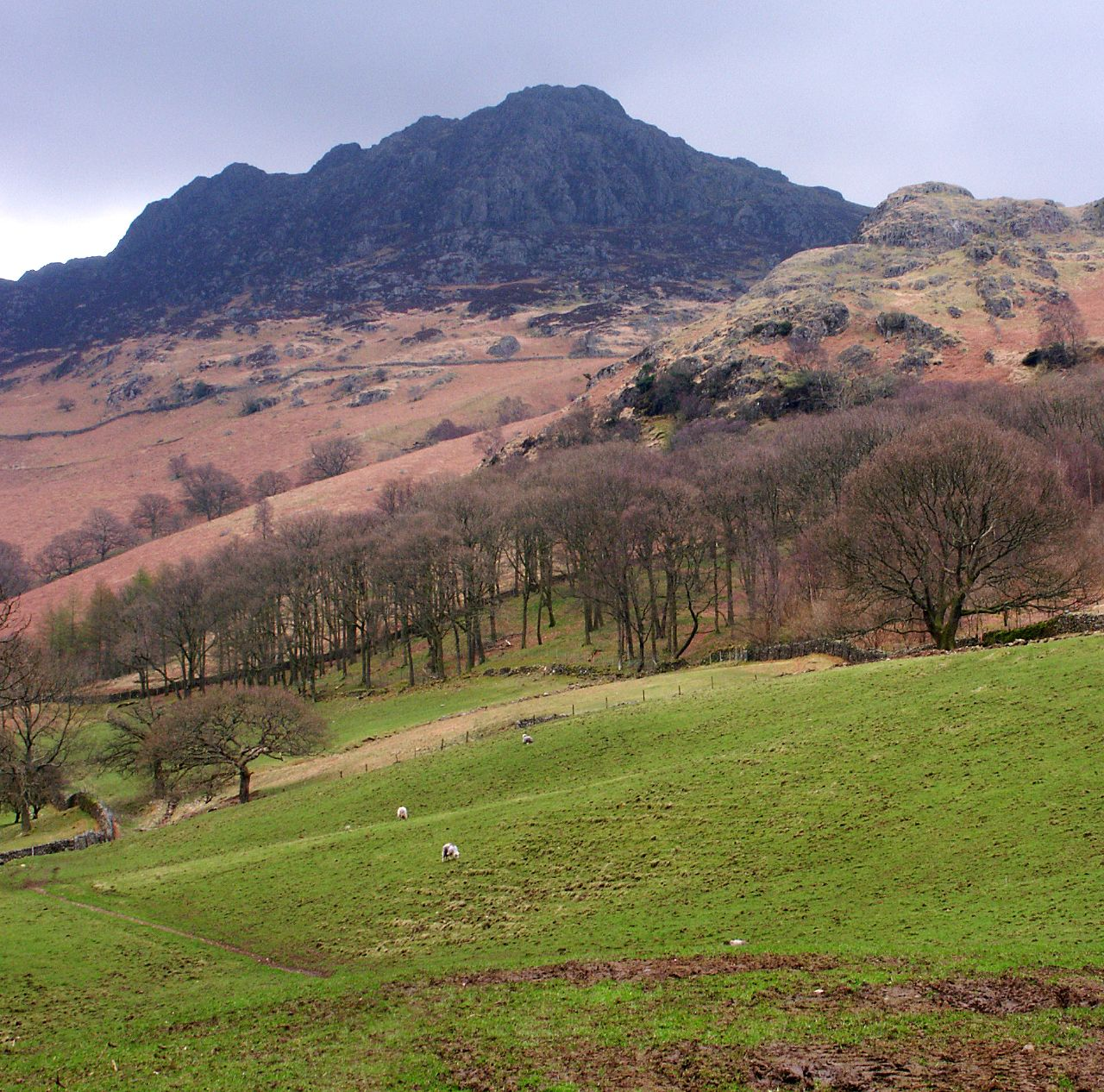
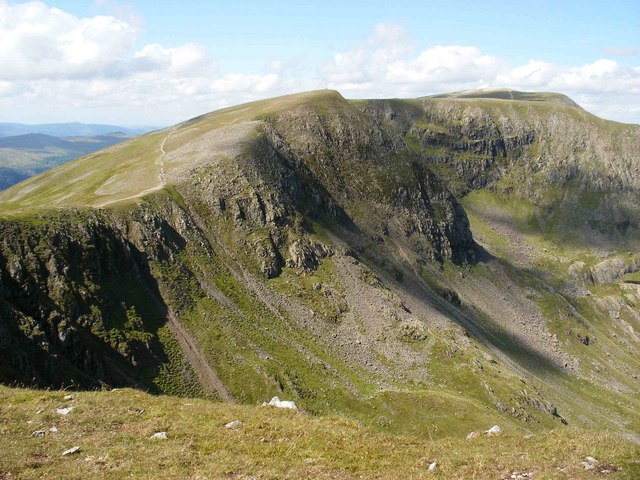
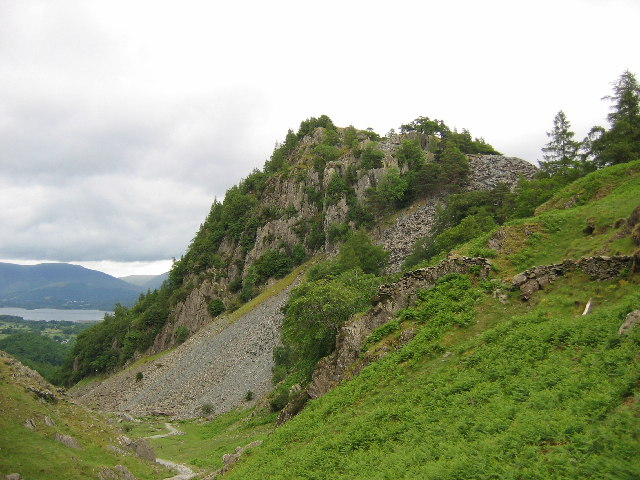
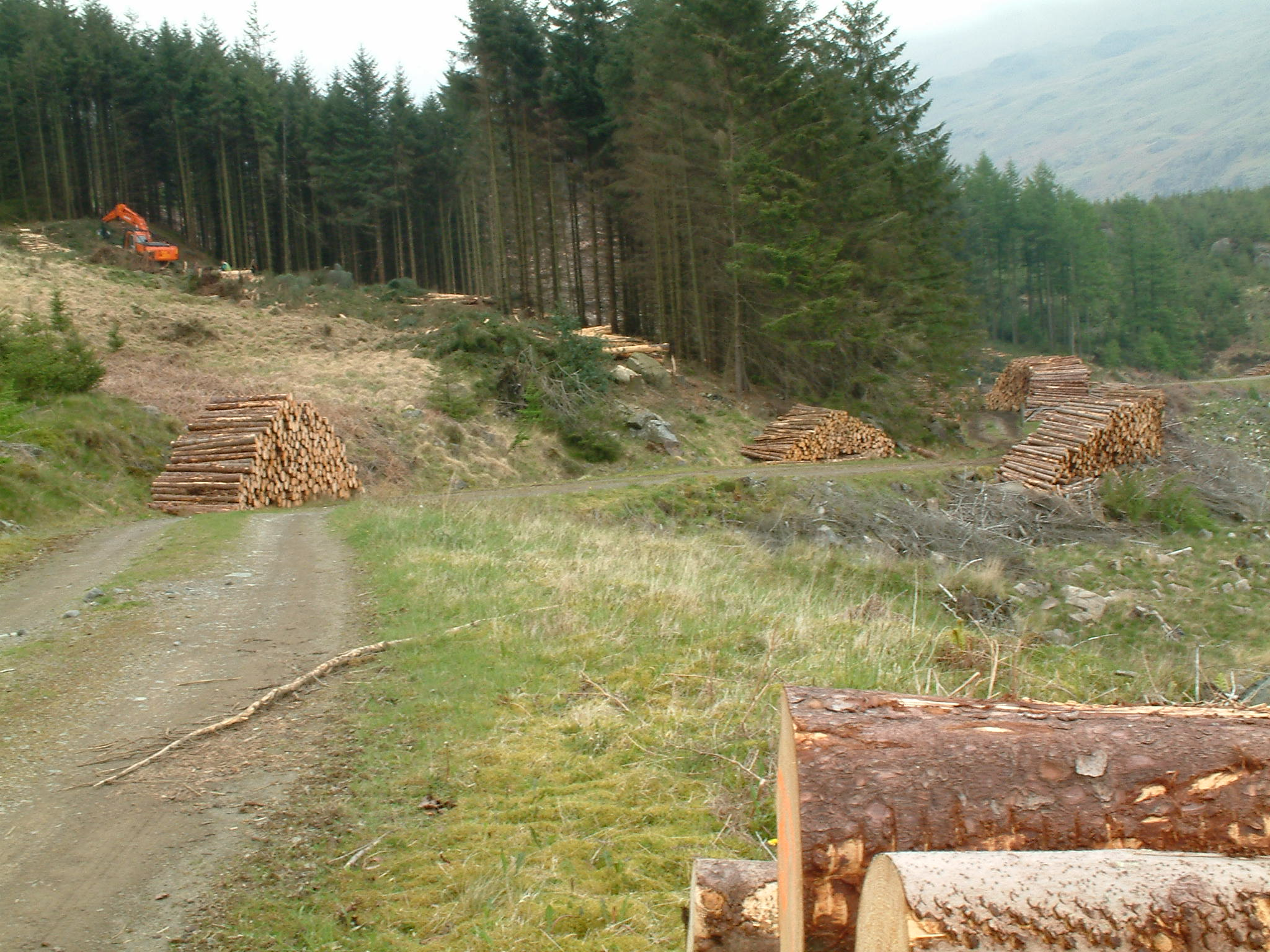

## Literatură
Țara Lacurilor, fermecătoare și renumită prin peisajele sale, a inspirat creatorii de literatură. Cel mai mare poet al romantismului englez, William Wordsworth, s-a născut la Cockermouth, în partea vestică a Lake District.
O altă personalitate literară legată de Lake District a fost Beatrix Potter, cunoscută scriitoare britanică și ilustratoare de povești pentru copii. Ea a venit pentru prima oară în Lake District în anul 1882, la vârsta de 16 ani.